# Turakina (rivière)

La rivière Turakina  (en anglais : Turakina River) est un cours d’eau du sud-ouest de l’Île du Nord de la Nouvelle-Zélande.

## Géographie
Elle s’écoule vers le sud-ouest à partir de sa source au sud-ouest de la ville de Waiouru, grossièrement parallèle au fleuve Whangaehu, qui est plus large, et atteint la mer à 20 kmau sud-est de la ville de Wanganui.